# Цихмейструк Едуард Миколайович
Едуард Миколайович Цихмейструк (нар. 24 червня 1973, Макіївка) — український футболіст, півзахисник. Гравець національної збірної України з міні-футболу. Виступав за національну збірну України. Останнім клубом було «Макіїввугілля».

## Клубна кар'єра
Вихованець макіївського футболу. Професіональну футбольну кар'єру розпочав на початку 1990-х, виступаючи за низку нижчолігових українських клубів. 1994 року приєднався до команди «ЦСКА-Борисфен», разом з якою у сезоні 1994–1995 зайняв друге місце у першій лізі чемпіонату України, яке дозволило команді перейти до вищого дивізіону. У вищій лізі дебютував 25 липня 1995 року у грі київського ЦСКА (правонаступника «ЦСКА-Борисфена») проти кіровоградської «Зірки» (нічия 0:0). Невдовзі став одним із лідерів столичних армійців та привернув увагу скаутів іноземних клубів.
2000 року переїхав до Болгарії, де продовжив виступи у софійському «Левскі», виборовши у складі команди золоті нагороди першості Болгарії. Наступного року повторив успіх, але вже у новій команді — здобув «золото» чемпіонату Росії у складі московського «Спартака».
На початку 2003 року повернувся до України, приєднавшись до донецького «Металурга», а ще за рік перейшов до «Іллічівця». Після 3,5 сезонів у Маріуполі на початку сезону 2007–2008 уклав контракт з луганською «Зорею», однак вже по завершенні осінньої частини сезону залишив команду, отримавши статус вільного агента. Останнім професійним клубом гравця стала полтавська «Ворскла», кольори якої він захищав навесні 2008 року на умовах короткострокового 3-місяного контракту.
По завершенні професіональної кар'єри продовжував грати у футбол у складі аматорських команд «Ірпінь» (Гореничі), «Макіїввугілля» у змаганнях під егідою ААФУ.

## Виступи за збірну
Викликався до національної збірної України, у складі якої дебютував 15 липня 1998 року у товариській грі проти збірної Польщі (поразка 1:2). Усього протягом 1998–1999 років у формі збірної України провів 7 матчів.
У 2018 році дебютував у національній збірній України з міні-футболу у матчі проти збірної Італії на домашньому чемпіонаті Європи з міні-футболу.

## Досягнення
Командні:
- Чемпіон Болгарії: 2000 (у складі «Левскі»);
- Чемпіон Росії: 2001 (у складі «Спартака»);
- Бронзовий призер чемпіонату України: 2002–2003 (у складі «Металурга»);
- Бронзовий призер чемпіонату Росії: 2002 (у складі «Спартака»);
- Чвертьфіналіст Чемпіонату Європи з міні-футболу: 2018.

Особисті:
- Найкращий гравець чемпіонату Болгарії: 2000;
- Двічі включався до переліку «33 найкращі футболісти України»: 1999, 2000;